# Каллаган, Уилли (футболист, 1943)
Уильям Томас Каллаган (англ. William Thomas Callaghan; род. 12 февраля 1943, Кауденбит, Файф) — шотландский футболист, защитник.

## Карьера

### Клубная карьера
Во взрослом футболе дебютировал в 1961 году в клубе «Данфермлин Атлетик», где провёл большую часть своей игровой карьеры, продолжавшейся пятнадцать лет. В составе клуба принял участие в 286 матчах, отметившись тремя голами.
В 1972 году перешёл в английский клуб «Бервик Рейнджерс», где провёл следующие два сезона, а в 1975 году перешёл в «Кауденбит». Завершил карьеру футболиста в 1976 году.

### Карьера в сборной
В 1967 году дебютировал в официальных матчах в составе национальной сборной Шотландии. В 1970 году он в последний раз вышел на поле в составе сборной в матче против команды Уэльса.
Всего в составе сборной принял участие в шести матчах, не забив ни одного гола.

## Личная жизнь
У Каллагана есть сын Уилли (1967—2023), который также был профессиональным футболистом. Его брат, Томми (1945—2024), играл за «Данфермлин Атлетик» и «Селтик».
В 2008 году Каллаган был включён в зал славы клуба «Данфермлин Атлетик».